# 向上库拉索
向上庫拉索（荷蘭語：Forsa Kòrsou）是庫拉索的一個政黨，在庫拉索議會和荷屬安的列斯群島擁有席位。向上庫拉索由前律師納爾遜•納瓦羅擔任黨魁。在2006年荷屬安的列斯群島的選舉中，該黨獲得了荷屬安的列斯群島庫拉索選區14個席位中的2個席位。
在2007年荷屬安的列斯群島的選舉中，該黨獲得了1個席位。